# 퍼바 베디
퍼바 베디(Purva Bedi, 1974년 3월 12일 ~ )는 미국의 배우, 영화배우이다.
찬디가르에서 태어났다.

## 영화
- 설리: 허드슨강의 기적 (2016년) - 구리스만 역
- 툼스톤 (2014년) - 이웃사람 역
- 다아디 (2013년)
- 쿠마레 (2011년)
- DeSiCiTi (2009년) - 사라 역
- 러브 앤 댄싱 (2009년)
- 그린 카드 피버 (2003년)
- Eastern Son (2003)
- 엠퍼러스 클럽 (2002년)
- 아메리칸 데시 (2001년)
- 바사마스 러버스 (2000년)